# Pallacanestro Virtus Cassino
Virtus TSB Cassino, conocido por motivos de patrocinio como BPC Virtus Cassino, es un club de baloncesto italiano con sede en la ciudad de Cassino, en Lacio, que actualmente juega en la Serie B, la tercera categoría del baloncesto italiano. Fue fundado en 2011.

## Historia
El equipo comenzó su andadura en la Serie D regional en 2011, y en su primera temporada cayeron en los cuartos de final de los playoffs de ascenso. Pero al año siguiente acabaron en la primera posición de la temporada regular, logrando el ascenso a la Serie C, algo que repetirían en la temporada 2013-14, logrando el ascenso a la Serie B.
Tras cuatro temporadas en el tercer nivel del baloncesto italiano, en 2018 logra por fin el ascenso a la Serie A2 tras plantarse en la Final Four de la liga.

## Trayectoria
| Temporada | Nivel | Liga     | Pos. | J     | PL  | Resultado                 |
| --------- | ----- | -------- | ---- | ----- | --- | ------------------------- |
| 2014-15   | 3     | Serie B  | 6    | 12-14 | 0-2 | Cuartos de finalPlayoff C |
| 2015-16   | 3     | Serie B  | 3    | 21-7  | 6-4 | FinalistaPlayoff C        |
| 2016-17   | 3     | Serie B  | 5    | 21-9  | 4-4 | SemifinalistaPlayoff 3    |
| 2017-18   | 3     | Serie B  | 2    | 23-7  | 8-3 | Asciende                  |
| 2018-19   | 2     | Serie A2 | -    | -     | -   | -                         |